# Mimorsidis lemoulti
Mimorsidis lemoulti là một loài bọ cánh cứng trong họ Cerambycidae.